# In the Night (DVD de Mustasch)
In the Night es el primer DVD del grupo sueco de heavy metal Mustasch. Fue grabado en directo el 28 de diciembre de 2007 en Gotemburgo y publicado en 2008 por Regain Records.

## Lista de canciones
1. In The Night
2. Down In Black
3. Accident Blackspot
4. Bring Me Everyone
5. Haunted By Myself
6. Into The Arena
7. My Disorder
8. Black City
9. I Lied
10. I Hunt Alone
11. Monday Warrior
12. 6:36
13. Double Nature

## Material extra
1. Backstage
2. Videoclip de "Double Nature"

## Formación
- Ralf Gyllenhammar - Guitarra y voz
- Hannes Hansson - Guitarra
- Mats 'Dojan' Hansson   - Batería
- Mats 'Stam' Johansson - Bajo